# 神戸新聞ジャーナル
『神戸新聞ジャーナル』（こうべしんぶんジャーナル）は、2007年3月25日までサンテレビが放送していたニュース解説番組（報道番組）である。同局が開局して以来の長寿番組である。
番組にはサンテレビとの資本関係が深い神戸新聞社の記者が出演し、最近の兵庫県内における社会や時事問題を1つ取り上げて解説していた。また、県内各地で活動する団体や運動家などを招くこともあった。以前は神戸新聞の記者が番組の進行役も兼任していたが、のちにサンテレビの女性ニュースキャスターに替わった。